# Sokîrciîn, Tlumaci
Sokîrciîn (în ucraineană Сокирчин) este un sat în comuna Petriv din raionul Tlumaci, regiunea Ivano-Frankivsk, Ucraina.

## Demografie
Componența lingvistică a localității Sokîrciîn
     Ucraineană (99,81%)
     Alte limbi (0,19%)
Conform recensământului din 2001, majoritatea populației localității Sokîrciîn era vorbitoare de ucraineană (99,81%), existând în minoritate și vorbitori de alte limbi.